# زكي المحاسني
زكي بن شكري المحاسني (1909 – 23 مارس 1972)، أديب وشاعر سوري من دمشق، عمل مدرساً في الجامعة السورية والجامعة اللبنانية وجامعة مكة في السعودية، وكان مختصاً بالشعر في العصر الأموي.

## نشأته
ولِد زكي المحاسني بدمشق وهو سليل أسرة دمشقيّة عريقة، وكان والده كاتباً في المحكمة الشرعيّة بدمشق وتوفي عندما كان ولده طفلاً. درس في مكتب عنبر وعند تخرجه سنة 1928، التحق بالجامعة السورية ونال شهادة بالحقوق سنة 1931. عمل محامياً لفترة وجيزة ثم انتقل إلى التدريس وعُيّن مدرساً للغة العربية في مدينة أنطاكية ثم في التجهيز الأولى بدمشق حتى سنة 1943. تزوّج من الأديبة وداد سكاكيني، إحدى رائدات الرواية النسائيّة في الوطن العربي، وسافر معها إلى مصر لإكمال دراسته في جامعة الملك فؤاد الأول، وحصل على شهادة الدكتوراة عام 1947، وكان موضوعها عن شعر الحرب في العصر الأموي.

## الحياة المهنية
سمّي زكي المحاسني ملحقاً ثقافياً في السفارة السورية بالقاهرة سنة 1952، ومندوباً ثقافياً في جامعة الدول العربية. وبعد عودته إلى دمشق التحق بالهيئة التدريسية في الجامعة السورية وعُيّن عضواً في لجنة التربية والتعليم التابعة لوزارة المعارف. وفي زمن الوحدة السورية – المصرية، عُيِّن مديراً لدائرة التراث القديم والمخطوطات بوزارة الثقافة والإرشاد القومي عند تأسيسها، قبل إعارته سنة 1965 إلى كلية الشريعة بجامعة مكة، مدرّساً للأدب العربي. وفي سنة 1966 انتقل إلى بيروت وأصبح مدرساً في الجامعة اللبنانية. انتخب الدكتور المحاسني عضواً مراسلاً في المجمع الملكي الإسباني عام 1971، وعضواً مراسلاً في مجمع اللغة العربية بالقاهرة بتزكية من الدكتور طه حسين، ولكن المرض منعه من المشاركة في نشاط المجمع.

## المؤلفات
وضع زكي المحاسني عدداً من الدراسات الأدبية، منها:
- النواسي: شاعر من عبقر (دمشق 1939)
- أبو علاء: نقاد المجتمع (القاهرة 1947)
- شعر الحرب في أدب العرب في العصرين الأموي والعباسي إلى عهد سيف الدولة (القاهرة 1947)
- إبراهيم طوقان: شاعر الوطني المغضوب في حياته وشعره (القاهرة 1955)
- المتنبي (بيروت 1956)
- عبد الوهاب عزام في حياته وآثاره الأدبية (القاهرة 1968)
- أبو نواس (بيروت 1970)
- الأدب الديني: دراسات أدبية من القرآن والحديث (القاهرة 1970)
- الشاب الظريف: شمس الدين محمد بن عفيف التلمساني شاعر العصر السابع للهجرة (بيروت 1972)
- أحمد أمين
- في التراجم والنقد
- أساطير ملهمة
- نظرات في أدبنا المعاصر
- فقه اللغة المقارن

من كتبه التي هيأها للنشر وما زالت مخطوطة: "المعاجم العربية القديمة والحديثة"، "منهج الدراسة في الأدب العربي"، "عشر محاضرات في الأدب العربي".

## الوفاة
توفي زكي المحاسني في دمشق عن عمر ناهز 63 عاماً يوم 23 مارس 1972 وأطلقت الحكومة السورية اسمه على الساحة المجاورة لجامع الإيمان بحيّ المزرعة. في سنة 2004، صدر كتاب مرجعي عن حياته بعنوان زكي المحاسني: المربي الأديب والشاعر الفذ، وضعته ابنته سماء محاسني.